# Приватна газета (Кременчук)
«Приватна газета» — обласний рекламно-інформаційний тижневик у Полтавській області, видається однойменним видавництвом .

## Загальні відомості
- Тираж: 15 000 [1].
- Формат: B4, 92 сторінки [1].
- Виходить двічі на тиждень: у вівторок і п'ятницю [1].
- Вартість у роздріб: 2 гривні 50 копійок

## Опис
Газета містить переважно оголошення на різноманітну тематику: «Нерухомість», «Будматеріали», «Робота», «Послуги», «Авто» та інші .
Тижневик поширюється у Кременчуці, Полтавській і Кіровоградській областях: 91% — роздрібна торгівля, 7% — передплата, 2% — безкоштовне поширення .